# Biskupska inkvizicija
Biskupska inkvizicija je stvorena 1184. zajednočkim dekretom pape Lucija III. i cara Fridrika I. Barbarosse, kojim je određeno da svaki biskup na svojem području imenuje po jednog svećenika koji će u svome djelokrugu potpomognut određenim svjetovnim licima pokretati postupke protiv krivovjeraca.